# 漣川站
涟川站（：／ Yeoncheon yeok */?）是京元線沿線的一座鐵路車站，位於韓國京畿道漣川郡漣川邑車灘里。2023年12月首都圈電鐵1號線延伸線完工後擴編納入1號線，成為首都圈電鐵系統中最北面的車站。

## 車站結構

### 月台配置
| ↑ 全谷   |
| 月台 \|  |
| 新望里 ↓ |

| 月台 | 路線   | 目的地                       |
| ---- | ------ | ---------------------------- |
| 月台 | 京元線 | 白馬高地、東豆川、清涼里方向 |

## 历史
- 1912年7月25日：開始營業[1]。
- 1958年10月8日：舊站舍完工。
- 2011年7月28日：受2011年7月韓國中部集中豪雨影響，軌道流失，營業中斷。
- 2012年3月21日：哨城鐵橋完工，通勤列車再次運行，1日6回。
- 2012年7月1日：通勤列車運行編數增編。
- 2014年8月1日：和平列车開始運行。
- 2014年10月31日：首都圈電鐵1號線複線電氣化開工。
- 2018年7月2日：京元線漣川－白馬高地路段軌道進行改善工程，運行暫時中斷。
- 2022年12月：首都圈電鐵1號線複線電氣化開通。

## 车站周边
- 漣川郡廳
- 漣川初等學校
- 漣川市場
- 漣川警察署
- 漣川農協
- 漣川郵政局
- 漣川邑事務所
- 漣川中高等學校
- 漣川郡老人福利館
- 漣川郡藝術大廳
- 漣川派出所

## 相鄰車站
韓國鐵道公社
京元線
全谷－漣川－新望里